# Godfrey de Lucy

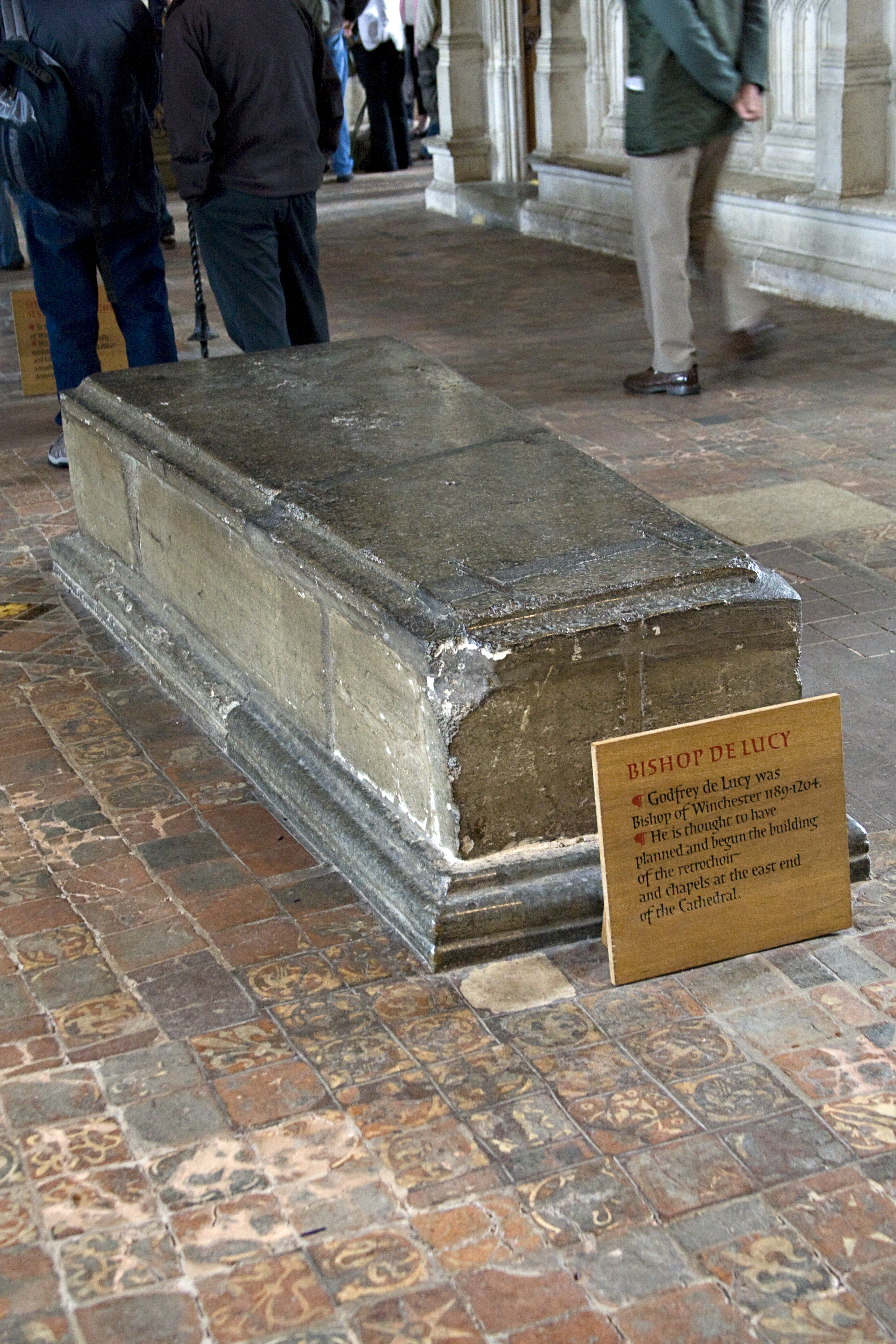
Das Grab von Godfrey de Lucy in der Kathedrale von Winchester

Godfrey de Lucy, auch de Luci († 11. oder 12. September 1204 in Winchester), war ein anglonormannischer Geistlicher. Ab 1189 war er Bischof von Winchester.

## Herkunft, Ausbildung und Erbe
Godfrey de Lucy war der zweite Sohn von Richard de Lucy, der ab 1154 Justiciar von England war, und von dessen Frau Roysia. Bereits als Kind wuchs Godfrey am Königshof auf. Als Günstling von König Heinrich II. bezeugte er ab den frühen 1170er Jahren mindestens 30 königliche Urkunden. Da neun dieser Urkunden in Frankreich ausgestellt wurden, gehörte Lucy wohl zumindest zeitweise zum Gefolge des Königs, wenn dieser seine Besitzungen in Frankreich besuchte. Als jüngerer Sohn wurde Lucy zum Geistlichen bestimmt. Er besuchte eine Schule in London, wo Master Henry of Northampton zu seinen Lehrern gehörte. Anschließend studierte er außerhalb Englands und erwarb den Titel Magister. Danach trat er als Beamter in den Dienst des Königs. Dieser belohnte seine Dienste und bedachte ihn mit einer Reihe von Pfründen. 1171 wurde er Dekan von St Martin’s-le-Grand in London, später Kanoniker an der Kathedrale von Lincoln, an der St Paul’s Cathedral in London, an der Kathedrale von Exeter und an der Kollegiatkirche von Bampton in Oxfordshire. Um 1174 wurde er Archidiakon von Derby und von 1181 bis 1184 auch von Richmond, dazu war er noch Pfarrer von Wye. Diese zahlreichen und einträglichen Ämter übte er jedoch nicht selbst aus, sondern ließ sich, wie es im England des 12. Jahrhunderts allgemein üblich war, von bezahlten Vikaren vertreten. Nach dem Tod seines Vaters 1179 erbte sein kleiner Neffe Richard, der älteste Sohn seines bereits verstorbenen Bruders Geoffrey den Großteil der Besitzungen von Richard de Luci. Godfrey erhielt nur einen kleinen Teil der umfangreichen Besitzungen, wurde aber zum Vormund für den jungen Erben. Der junge Richard und dessen kleiner Bruder starben jedoch vor 1194, so dass Godfrey die Besitzungen seines Vaters erbte.

## Dienst als königlicher Richter und weiterer Aufstieg als Geistlicher
Nach dem Rücktritt seines Vaters als Justiciar wurde England während einer Ratsversammlung in Windsor 1179 in vier Gerichtsbezirke aufgeteilt. Godfrey de Lucy wurde dabei zum vorsitzenden Richter der reisenden Richter für Nordengland bestimmt. In der Folge diente er mehrfach als Richter in Nordengland, aber auch als Richter im Hofgericht in Westminster. 1184 sandte ihn Heinrich II. zusammen mit den Bischöfen Walter von Lincoln und John von Norwich in die Normandie, wo sie einen Waffenstillstand zwischen dem französischen König Philipp II. und Graf Philipp von Flandern aushandeln sollten. Von 1184 bis 1186 war Lucy im Auftrag des Königs Verwalter der vakanten Abtei St Mary’s in York. 1186 wählte ihn das Kathedralkapitel von Lincoln zum neuen Bischof von Lincoln. Der König wünschte jedoch Abt Hugo von Avalon zum neuen Bischof und lehnte die Wahl von Lucy ab. 1186 wurde Lucy zum Bischof von Exeter gewählt, doch dieses Amt lehnte er ab, da er befürchtete, dass die Einkünfte aus dieser Diözese seine entstehenden Kosten nicht decken würden. Nach dem Tod von Heinrich II. 1189 diente Lucy auch unter dessen Sohn und Nachfolger Richard I. weiter als Richter. Bei Richards Krönung in Westminster durfte er die leinene Kappe des Königs halten. Als im August 1189 Geoffrey, ein unehelicher Sohn von Heinrich II., zum neuen Erzbischof von York gewählt wurde, war Lucy verhindert. Als Archidiakon und Kanoniker des Erzbistums York hatte er jedoch schriftlich seine Zustimmung zur Wahl Geoffreys gegeben. Am 15. September 1189 benannte Richard I. auf der Ratsversammlung von Pipewell vier neue Bischöfe, darunter Lucy, der Bischof von Winchester werden sollte. Die offizielle Wahl von Lucy war nur Formsache, und am 22. Oktober 1189 wurde Lucy von Erzbischof Balduin in der St Katherine’s Chapel in Westminster zum Bischof geweiht.

## Bischof von Winchester

### Wirken als Bischof
Eine der ersten Handlungen von Lucy als Bischof von Winchester war die Erneuerung auf den Anspruch der Güter von Meon und Wargrave, die der König der Diözese entzogen hatte. Lucy machte seinen Anspruch zwar auch rechtlich geltend, doch vor allem  £ 3000, die er dem König stillschweigend schenkte, soll Richard I. bewogen haben, Lucy wieder die beiden Güter zu übergeben. Dazu bestätigte er ihm seinen Anteil am Erbe seines Vaters und übergab ihm das Amt des Sheriffs von Hampshire. Gegen Zahlung einer weiteren Summe von 1000 Mark erhielt Lucy das Amt des Constable von Portchester und Winchester Castle. Um diese Summen aufzubringen, verwendete Lucy leihweise Gelder des Kathedralschatzes. Den Großteil des geliehenen Geldes konnte er vor dem 28. Januar 1192 zurückzahlen.
Als Bischof setzte Lucy den Neubau der Kathedrale von Winchester fort. 1199 wurde ein nicht näher identifizierter Turm der Kathedrale errichtet. 1202 begann der Bau des Retrochors, der den Schrein des heiligen Swithun aufnehmen sollte, der Lady Chapel sowie zweier angrenzenden Kapellen. Lucy war der erste englische Bischof, der wohl durch seine Erfahrung in der königlichen Verwaltung seine Briefe systematisch datierte. Fälschlicherweise wurde ihm im 19. Jahrhundert der Bau eines Kanals zwischen Alresford und Winchester zugeschrieben. Gesichert ist aber, dass Lucy in Alresford einen großen Marktplatz anlegen ließ, 1199 dem Ort das Marktrecht und 1202 das Recht eines dreitägigen Jahrmarkts gewährte. Dazu förderte er die von seinem Vater gegründete Lesnes Abbey.

### Rolle beim Sturz des Justiciars William de Longchamp
Im November 1189 hatte der König Lucy zu einem der Vermittler ernannt, die vergeblich versuchten, im Streit zwischen Erzbischof Balduin und den Mönchen des Kathedralpriorats von Canterbury über den Bau einer Kollegiatkirche in Hackington zu vermitteln. Als Richard Anfang 1190 zum Dritten Kreuzzug aufbrach, begleitete ihn Lucy bis Tours, ehe er am 25. Juni umkehrte. In der Normandie musste er jedoch eine Krankheit auskurieren, ehe er nach England zurückkehren konnte. Dort hatte der König für die Zeit seiner Abwesenheit die beiden Bischöfe William de Longchamp und Hugh de Puiset zu seinen Justiciaren ernannt. Longchamp hatte jedoch schon bald nach der Abreise des Königs begonnen, Puiset aus dem Amt zu drängen. Longchamp entzog Lucy, der ein gutes Verhältnis zu Puiset hatte und noch krank in der Normandie war, das Amt des Sheriffs von Hampshire, die Verwaltung von Winchester und Portchester Castle sowie das väterliche Erbe.
Nachdem Lucy nach England zurückgekehrt war, suchte er Longchamp auf, der gerade Gloucester Castle belagerte, eine der von Puiset gehaltenen königlichen Burgen. Longchamp empfing ihn vorgeblich herzlich und hob auf Lucys Rat die Belagerung auf. Er bestätigte auch sein Erbe, doch verweigerte er ihm die Rückgabe des Sheriffsamts und der beiden Burgen. Während der Ratsversammlung, die Longchamp als päpstlicher Legat im Oktober 1190 in Westminster abhielt, durfte Lucy zu seiner Linken sitzen, während Bischof Richard fitz Nigel von London zu seiner Rechten saß. Nachdem Johann Ohneland, der jüngere Bruder des Königs, entgegen dem Verbot seines Bruders nach England zurückgekehrt war, wurde Lucy am 25. April 1191 beauftragt, zusammen mit Bischof Richard fitz Nigel und Bischof Reginald von Bath und Wells den Streit zwischen Longchamp und Johann zu schlichten. Nachdem dieser Konflikt mit Mühe beigelegt werden konnte, verhaftete Longchamp im September 1191 Geoffrey von York, einen Halbbruder des Königs und gewählten Erzbischof von York, als dieser ebenfalls entgegen dem Gebot seines Bruders in Dover landete. Lucy berichtete den Mönchen des Kathedralpriorats von Canterbury in einem Brief von dem Vorfall, doch bedauerlicherweise könnte er keine Ratschläge geben, ohne sich zuvor mit den anderen Bischöfen beraten zu haben. Johann Ohneland nutzte nun diesen Skandal, um Unterstützung gegen Longchamp zu gewinnen.
Lucy war nun ein offener Gegner Longchamps und nahm an den Beratungen teil, zu denen sich zahlreiche Barone und Prälaten zunächst in Marlborough, dann an der Loddon Bridge und schließlich am 8. Oktober 1191 in der Londoner St Paul’s Cathedral trafen. In London wurde er zu einem der vier Unterhändler bestimmt, die mit Longchamp verhandeln sollten, der sich in den Tower zurückgezogen hatte. Angesichts der Übermacht seiner Gegner musste Longchamp zwei Tage später seine Absetzung als Justiciar akzeptieren. Lucy erhielt von der Ratsversammlung, die Longchamps Absetzung beschlossen hatte, die Verwaltung von Winchester und Portchester Castle zurück. Longchamp flüchtet aus England. Wenig später erreichte er, dass Johann Ohneland, Lucy und andere seiner Gegner exkommuniziert wurden, was jedoch in England weitgehend missachtet wurde.

### Bedeutungsverlust nach der Rückkehr von Richard I.
Longchamp hatte jedoch weiterhin die Gunst von Richard I., der auf der Rückreise vom Kreuzzug in Deutschland in Gefangenschaft geraten war. Aus der Gefangenschaft heraus befahl der König am 8. Juni 1193 Lucy, seine Mutter Eleonore von Aquitanien zu unterstützen, damit Hubert Walter zum neuen Erzbischof von Canterbury gewählt würde. Johann Ohneland, der immer noch gegen seinen Bruder opponierte, wurde im Februar 1194 von Bischof Hugo von Lincoln, Lucy und anderen Prälaten exkommuniziert.
Kurz nachdem der König freigekommen und nach England zurückgekehrt war, entzog er Lucy am 15. April 1194 in Winchester wieder die Verwaltung der beiden Burgen, das Sheriffsamt sowie die beiden Güter, die Lucy 1189 erworben hatte. Bei der erneuten feierlichen Krönungszeremonie am 17. April 1194 in der Kathedrale von Winchester war Lucy als Bischof von Winchester anscheinend nicht anwesend. Mehrere Monate lang war Lucy 1198 in der Normandie. Vermutlich versuchte er im Auftrag des Königs, Erzbischof Geoffrey und das Kathedralkapitel von York zu versöhnen, was jedoch nicht gelang.

### Letzte Jahre und Tod
Nach dem Tod von Richard I. nahm Lucy am 27. Mai 1199 an der Krönung von dessen Bruder und Nachfolger Johann Ohneland teil. Gegen eine Gebühr von £ 1000 konnte er erneut die beiden Güter erwerben, die er 1194 verloren hatte. Im nächsten Jahr bezeugte er mehrere königliche Urkunden, doch wegen Krankheit konnte er an der großen Ratsversammlung nicht teilnehmen, die Erzbischof Hubert Walter am 19. September 1200 in Westminster abhielt. Am 23. November 1200 war er dagegen bei der Trauerfeier für Bischof Hugo in Lincoln anwesend. Nach seinem Tod im September 1204 wurde er in der während seiner Amtszeit begonnenen Lady Chapel, der Kathedrale von Winchester, beigesetzt.

## Erbe
Lucy hatte eine langjährige Beziehung zu einer Agatha, die er vielleicht sogar heimlich geheiratet hatte. Agatha war zuvor von Königin Eleonore von Aquitanien als Amme beschäftigt worden und heiratete später den königlichen Falkner William of Gaddesden. Nachweislich hatte Lucy drei uneheliche Kinder:
- Geoffrey († 1241)
- John
- Philip

Sein Sohn Geoffrey wurde wie sein Vater Geistlicher. Er stieg bis zum Archdiakon von London und zum Dekan von St Paul’s auf, dazu war er zeitweise Kanzler der Universität Oxford. Über Lucys anderen beiden Söhne John und Philip ist weniger bekannt. John übergab er Häuser am Strand in London, während Philip bis 1207 als königlicher Beamter diente. Da Lucys uneheliche Söhne jedoch nicht sein Erbe antreten konnten, kam es nach seinem Tod über seinen umfangreichen Landbesitz zu  einem langen Erbstreit zwischen seinen drei Schwestern bzw. deren Familien.